# غابرييلا يوهاز
غابرييلا يوهاز (بالمجرية: Juhász Gabriella)‏ مواليد 19 مارس 1985 في المجر، هي لاعبة كرة يد مجرية تلعب كجناح أيسر. مثلت منتخب المجر لكرة اليد للسيدات.

## سجل المنافسة
شاركت في البطولات التالية:
- بطولة العالم لكرة اليد للسيدات 2009

## روابط خارجية
- غابرييلا يوهاز على موقع الاتحاد الأوروبي لكرة اليد (الإنجليزية)